# Dream Lover
Dream Lover (bra: A Mulher dos Meus Sonhos) é um filme independente americano de 1993 dos gêneros drama, mistério e suspense erótico. Foi escrito e dirigido por Nicholas Kazan e estrelado por James Spader e Mädchen Amick, com Bess Armstrong, Frederic Lehne e Larry Miller em papéis coadjuvantes. A trilha sonora original foi composta por Christopher Young.. Foi lançado em seu país de origem no dia 6 de maio de 1994, através da Gramercy Pictures.

## Sinopse
O filme começa com um processo de divórcio envolvendo Ray Reardon, um arquiteto de sucesso, e sua primeira esposa. Pouco depois do divórcio, ele concorda em ir à inauguração de uma galeria para encontrar uma mulher com quem seu amigo desagradável, Norman, o coloca em um relacionamento.
Enquanto está lá, ele se envergonha ao esbarrar em uma mulher, fazendo-a derramar vinho em si mesma. Ela não perde tempo abusando verbalmente dele. Uma semana depois, ele encontra a mulher, chamada Lena Mathers, no supermercado. Ela pede desculpas por seu comportamento e os dois vão jantar. Eles fazem sexo no dia seguinte, casam-se logo em seguida e tornam-se pais.
Apesar de sua felicidade no casamento, Ray fica desconfiado depois de pegar Lena em várias mentiras sobre seu passado. Com o tempo, Ray fica cada vez mais paranóico quando sua esposa começa a mostrar hematomas que ela não explica e começa a fazer coisas que indicam que ela está tendo um caso. Durante um confronto tenso, Lena provoca Ray alegando ter tido um caso com um amigo seu não identificado e se recusando a dizer a Ray se seus filhos são biologicamente dele. Ray bate em Lena, que o prende e o leva a um hospital psiquiátrico para observação.
Apesar de uma tentativa de provar que Lena está mentindo, o juiz considera Ray mentalmente incapaz e ordena que ele seja detido por seis meses. Pouco depois de Ray ser internado, Lena admite reservadamente para ele que suas suspeitas sobre ela estavam corretas o tempo todo e que ela planejou durante anos fazer o que fez para obter seu dinheiro.
Percebendo que ele foi completamente enganado e sua propriedade e filhos usurpados, Ray elabora um plano para buscar vingança. Ele convence um de seus amigos a contar a Lena que ela cometeu um erro em seu "plano mestre". Lena aparece em sua festa de aniversário para falar com ele. Ray a atrai para longe dos atendentes que deveriam estar supervisionando-o e diz a ela que tê-lo declarado louco foi o "erro" porque ele agora não poderia ser responsabilizado legalmente por matá-la. Ele então começa a estrangulá-la até a morte no gramado.

## Elenco
- James Spader como Ray Reardon
- Mädchen Amick como	Lena Mathers
- Fredric Lehne como	Larry
- Bess Armstrong como Elaine
- Larry Miller como Norman
- Kathleen York como	Martha
- Kate Williamson como Sra. Sneeder
- Tom Lillard como Hank Sneeder
- William Shockley como Buddy
- Carl Sundstrom como Oficial
- Irwin Keyes como Oficial
- Joel McKinnon Miller como Ministro
- Joseph Scoren como	Advogado de Martha
- Archie Lang como Juiz #1
- Clyde Kusatsu como como Juiz Kurita
- Alexander Folk como Oscar
- Michael Chow como Sr. Mura
- Talya Ferro como Irmã de Cora
- Sandra Kinder como Esteticista
- Peter Zapp	como Ticket Taker
- Armando Pucci como Bernardo
- Janel Moloney como Alice Keller
- Jeanne Bates como Jeanne
- Shawne Rowe como Debby
- Robert David Hall como Dr. Sheen
- Scott Coffey como Billy
- Lucy Butler como Secretária de Ray
- Gretchen Becker como Celine Rogers
- Harriet C. Leider como Mulher do Carnaval
- Blair Tefkin como Cheryl
- Paul Ben-Victor como Clown
- Ava Dupree como Check-out Woman
- Erick Avari como Dr. Spatz
- Michael Milhoan como Advogado de Ray
- Eleanor Zee como Enfermeira
- Cassie Cole como Tina (6 anos de idade)
- Timothy Johnson como Bob (4 anos de idade)
- Lena Banks como Performer do Carnaval (não creditada)

## Prêmios e indicações
- Prêmio Saturno de Melhor Atriz em cinema: Mädchen Amick (1994; nomeada)